# Bruno Mealli
Pour les articles homonymes, voir Mealli.
Bruno Mealli (né le 20 novembre 1937 à Malva di Loro Ciuffenna dans la province d'Arezzo en Toscane et mort le 3 août 2023) est un coureur cycliste italien.

## Palmarès

### Palmarès amateur
- 1956
  - Gran Premio Pretola
- 1957
  - Coppa Tucci
- 1958
  - Coppa Ciuffenna
  - 2e de la Coppa Mobilio Ponsacco
- 1959
  - Giro del Casentino
  - Florence-Viareggio
  - 3e du Gran Premio Lipparini
- 1960
  - 3e du Gran Premio della Liberazione
  - 3e du Gran Premio di Bellegra

### Palmarès professionnel
- 1961
  - Tour du Latium
  - 2e du Gran Premio Industria di Quarrata
  - 2e du Tour de Vénétie
- 1962
  - 12e étape du Tour d'Italie
  - Grand Prix de l'industrie et du commerce de Prato
  - 8e étape du Tour de Catalogne
  - Tour d'Émilie
  - 2e du Trophée Matteotti
  - 9e de Milan-San Remo
- 1963
  -  Champion d'Italie sur route
  - Tour de Romagne
  - Grand Prix Ceramisti
  - 2e de la Coppa Sabatini
- 1964
  - 18e étape du Tour d'Italie
  - 1re étape du Tour de Luxembourg
  - Tour du Latium
  - 2e du Grand Prix Ceramisti
  - 2e de la Coppa Agostoni
- 1965
  - 15e étape du Tour d'Italie
- 1966
  - Grand Prix de la ville de Camaiore
- 1967
  - Tour de Romagne
  - 2e de Milan-Vignola
  - 3e du Tour de la province de Reggio de Calabre
- 1968
  - 2e du Tour de Vénétie
  - 3e du Trofeo Masferrer
  - 3e de la Coppa Agostoni

## Résultats sur les grands tours

### Tour d'Italie
8 participations :
- 1961 : 54e
- 1962 : abandon (14e étape), vainqueur de la 12e étape
- 1963 : 17e
- 1964 : 30e, vainqueur de la 18e étape
- 1965 : 17e, vainqueur de la 15e étape,  maillot rose pendant 5 jours
- 1966 : 25e
- 1967 : 44e
- 1969 : abandon (10e étape)